# Station Værnes
Station Værnes is een halte in Værnes in de Noorse gemeente Stjørdal. De halte werd in 1994 geopend om het vliegveld van Trondheim te ontsluiten. Het station wordt bediend door stoptreinen op de lijn Lerkendal - Trondheim-S - Steinkjer en de treinen van Nordlandsbanen.